# Zefevazia rosascostai
Zefevazia rosascostai är en skalbaggsart som beskrevs av Martinez 1954. Zefevazia rosascostai ingår i släktet Zefevazia och familjen Bolboceratidae. Inga underarter finns listade i Catalogue of Life.